# A contracorriente (álbum de David Bustamante)
A contracorriente es el sexto álbum de estudio del cantante español, David Bustamante. Se lanzó en España el 2 de marzo de 2010 de la mano de Vale Music y Universal Music. El disco fue número 1 en España y consiguió el disco de oro en su primera semana.[cita requerida] Poco después alcanzó el disco de Platino en España.[cita requerida]

## Antecedentes y promoción
Este disco estuvo producido por Kike Santander, Daniel Betancourt, José Luis Arroyave, Rafa Vergara y Rayito.  
El primer sencillo «Abrázame muy fuerte» fue disco de platino en descargas de canciones originales.[cita requerida] Posteriormente, se lanzó el segundo sencillo «A contracorriente». El álbum incluye un dúo con Shaila Dúrcal en el tema «No debió pasar», el cual fue el tercer sencillo para España y el primero y único para México, país en donde obtuvo un éxito moderado.

## Recepción
Este álbum permaneció 54 semanas en la lista de ventas de discos española según PROMUSICAE. Con elló superó las 100.000 copias vendidas.[cita requerida] Entró además en el puesto n.º 35 de los álbumes más vendidos de Europa en la lista Billboard European Top 100 y fue el décimo disco más vendido de 2010 en España.[cita requerida] A contracorriente fue también uno de los tres discos finalistas en la Gala del Disco del Año de TVE.[cita requerida]

## Listado de canciones
| A contracorriente - Edición estándar |                                        |          |  |
| N.º                                  | Título                                 | Duración |  |
| 1.                                   | «Abrázame muy fuerte»                  | 3:11     |  |
| 2.                                   | «Universo de todo»                     | 3:45     |  |
| 3.                                   | «Dime»                                 | 3:04     |  |
| 4.                                   | «Miente»                               | 4:30     |  |
| 5.                                   | «A contracorriente»                    | 3:11     |  |
| 6.                                   | «Distinta a todas»                     | 4:01     |  |
| 7.                                   | «No debió pasar» (con Shaila Dúrcal)   | 4:17     |  |
| 8.                                   | «Nunca es tarde»                       | 4:04     |  |
| 9.                                   | «Te propongo mi amor»                  | 3:44     |  |
| 10.                                  | «Bella mentira»                        | 3:30     |  |
| 11.                                  | «Ojo por ojo»                          | 3:43     |  |
| 12.                                  | «Secreto»                              | 4:11     |  |
| 13.                                  | «Me moría por ella» (Versión acústica) | 3:51     |  |

| A contracorriente - Edición deluxe |                           |          |  |
| N.º                                | Título                    | Duración |  |
| 14.                                | «Sin vanidad»             |          |  |
| 15.                                | «Así es tu forma de amar» |          |  |
| 16.                                | «Cómo poder decir adiós»  |          |  |
| 17.                                | «Me moría por ella»       |          |  |

## Listas

### Semanales
| Listas (2010)          | Mejor posición |
| ---------------------- | -------------- |
| España Top 100 álbumes | 1              |

## Certificaciones
| País   | Organismo certificador | Certificación | Ventas certificadas | Ref   |
| ------ | ---------------------- | ------------- | ------------------- | ----- |
| España | PROMUSICAE             | Platino       | 60 000              | [ 4 ] |